# 懷爾島 (奧克尼群島)
懷爾島（英語：Wyre）是蘇格蘭的島嶼，位於大西洋海域，屬於奧克尼群島的一部分，長3（1.9英里）、寬1.5（0.93英里），面積3.11平方（1.20平方英里），最高點海拔高度32（105英尺），島上的城堡建於1150年左右，2001年人口僅18。

## 外部連結
- Information on the island of Wyre

59°07′N 2°58′W / 59.117°N 2.967°W